# Бернсторф, Андреас Петер
Андреас Петер фон Бернсторф (дат. Andreas Peter von Bernstorff; 28 августа 1735, Ганновер — 21 июня 1797, Копенгаген) — датский государственный деятель и дипломат, граф.

## Биография
Представитель старого ганноверского аристократического рода. Правнук Андреас Готтлиб фон Бернсторф-старшего (1640—1726) — министра ганноверского курфюрста Георга.
В 1752—1755 годах учился в Лейпцигском и Гёттингенском университетах. Затем несколько лет  путешествовал по Европе: посетил Англию, Швейцарию, Францию и Италию.
В 1759 году поступил на датскую службу в министерство иностранных дел, возглавляемое его дядей Юханом Хартвигом Эрнстом фон Бернсторфом — влиятельным датским государственным деятелем.
В 1770 году фактический правитель Дании лейб-медик Иоганн Фридрих Струэнзе отправил его в отставку, но после свержения Струэнзе в 1772 году министр по делам государства Уве Хёх-Гульдберг вернул его на службу.
В 1773 году Андреас Петер фон Бернсторф назначен министром иностранных дел. Проводил умеренную пророссийскую политику. Одновременно, стремился избегать конфликтов с Великобританией.
В том же 1773 году подписал с Россией союзный договор и Царскосельский трактат, полностью разрешивший готторпский вопрос в пользу Дании: Россия отказывалась от претензий на Шлезвиг-Гольштейн и подтверждала право Дании на Готторп в обмен на графства Ольденбург и Дельменхорст в Северо-Западной Германии.
Во время войны североамериканских колоний за независимость, 9 июля 1780 года присоединился к декларации «О вооружённом нейтралитете», направленной против разбоя на море. Одновременно заключил сепаратное секретное соглашение с Великобританией, обеспечив тем самым безопасность коммерческих интересов Дании. Возмущение России двойственной политикой Бернсторфa дало повод отправить его в ноябре 1780 года в отставку.
В 1784 году был назначен министром по делам государства и министром иностранных дел. Проводил политику нейтралитета, нарушив её кратковременным участием Дании в русско-шведской войне 1788—1790 годов на стороне России.
Выдвинул пять принципов международного права.
Был противником интервенции во Францию для подавления революции.
Активно участвовал в отмене крепостной зависимости датских крестьян в 1788 году. Ещё до 1788 года освободил своих крестьян, чем подал пример всем прочим землевладельцам страны. Одним из первых этому примеру последовал его дядя — Юхан Хартвиг Эрнст фон Бернсторф.
Активно занимался реорганизацией финансов и армии.